# Ryszard Ciecierski
Ryszard Ciecierski (ur. 21 sierpnia 1942 w Mieczyszczowie) – polski polityk i inżynier, senator VI kadencji.

## Życiorys
W 1968 ukończył studia na Politechnice Śląskiej, w 1975 został doktorem nauk technicznych. W latach 1970–1991 i ponownie od 2002 do 2003 był pracownikiem naukowym Politechniki Opolskiej. W latach 1991–2002 pracował w administracji samorządowej. W 2003 przeszedł na emeryturę.
Od 2002 do 2005 był radnym i przewodniczącym rady miasta w Opolu. W 2005 został wybrany na senatora VI kadencji z listy Platformy Obywatelskiej w okręgu opolskim. W przedterminowych wyborach parlamentarnych w 2007 nie ubiegał się o reelekcję. W 2010 kandydował bez powodzenia do sejmiku opolskiego z listy PiS.
W 1997 otrzymał Srebrny Krzyż Zasługi.